# Jinggangshan (Auto)
Der Jinggangshan war der erste Personenkraftwagen, den der chinesische Automobilhersteller Beijing Automobile Works (BAW) produzierte und von 1958 bis 1960 unter der Marke Jinggangshan anbot.

## Entstehungsgeschichte
Der in Peking ansässige Betrieb BAW wurde 1953 mit sowjetischer Hilfe gegründet. BAW stellte zunächst Zubehörteile für chinesische Fahrzeuge her, vor allem Vergaser, Benzinpumpen, Scheinwerfer und kleinere Blechteile.
1958 begann in China die Kampagne Der Große Sprung nach vorn, zu deren Zielen es gehörte, den Rückstand Chinas zu den westlichen Industrieländern aufzuholen. Die Auswirkungen dieser Initiative war auch im Automobilbereich zu spüren: Ab 1958 begannen mehrere chinesische Werke, Personenkraftwagen für die zivile Nutzung zu konstruieren. Für das Segment der Mittelklasse entstanden in diesem Jahr in drei Werken drei unterschiedliche Konstruktionen: Die Shanghai Auto Works entwickelten den später als Shanghai SH760 bezeichneten Fenghuang, und bei First Automotive Works (FAW) entstand der Dongfeng CA71. BAW schloss sich diesem Prozess an. Erstes Modell des Betriebes war der kleine Jinggangshan, der wenig später durch die Oberklasselimousine Beijing CB4 ergänzt wurde. Anfängliche Planungen sahen vor, den Jinggangshan in Großserie zu fertigen – die Rede war von 10.000 Exemplaren pro Jahr – und damit den PKW-Bedarf im Land zu decken. Das Ziel ließ sich infolge wirtschaftlicher Schwierigkeiten nicht einmal ansatzweise erreichen. Der Jinggangshan blieb nicht lange im Programm. Nach nur zwei Jahren wurde er durch den Dongfanghong BJ760 ersetzt, eine deutlich größere Frontmotorlimousine, die dem sowjetischen GAZ M-21 Wolga entsprach und zehn Jahre lang produziert wurde.

## Modellbeschreibung

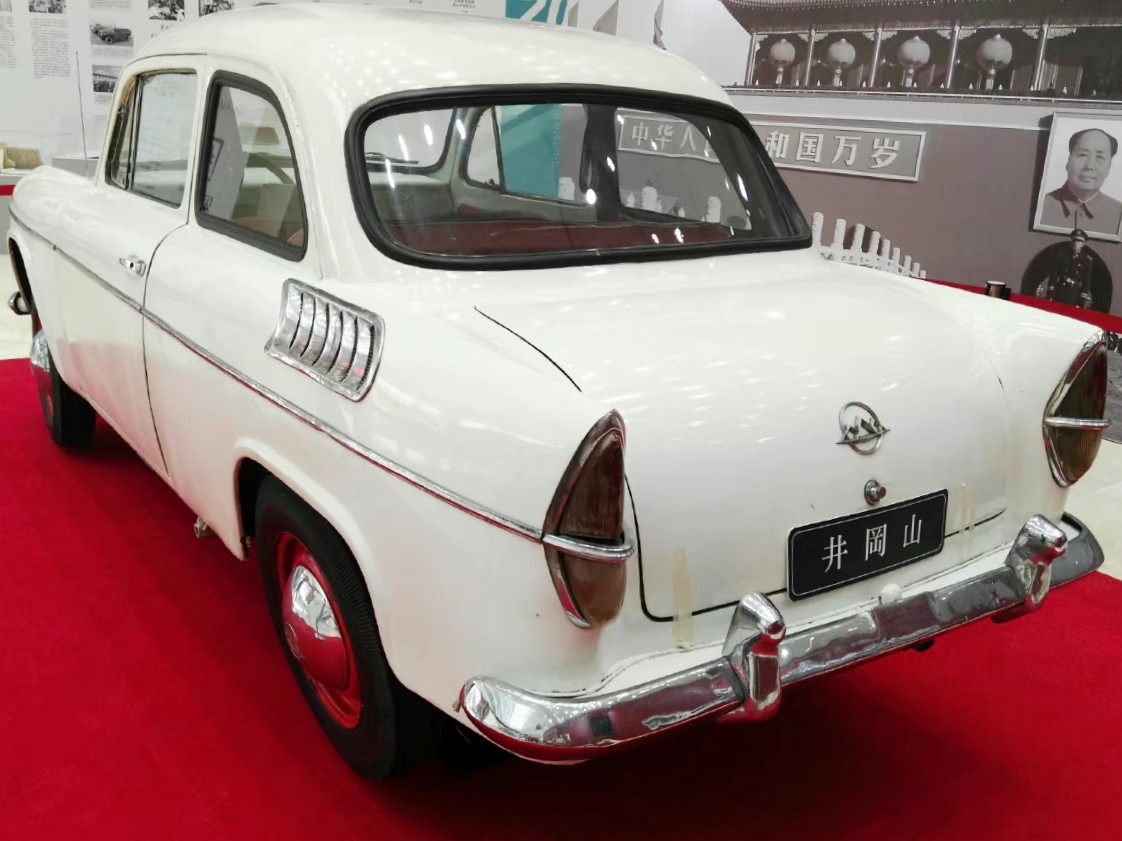
Heckansicht

Der Jinggangshan war keine originär chinesische Konstruktion. Es entsprach der damaligen Praxis in China, sowjetische, europäische oder US-amerikanische Autos auseinanderzunehmen, zu untersuchen und die jeweiligen Komponenten entsprechend der Vorlage in eigenen Werken nachzubauen. So dürften die BAW-Techniker auch beim Jinggangshan vorgegangen sein. Die wenigen verfügbaren Quellen gehen übereinstimmend davon aus, dass sich der Jinggangshan in technischer Hinsicht am VW Käfer orientierte. Nach Maßgabe einer Quelle hatte der Jinggangshan einen im Heck angeordneten Vierzylinder-Boxermotor mit 1,2 Litern Hubraum und einer Leistung von 26 kW.
Die Karosserie des Jinggangshan hatte demgegenüber keine Ähnlichkeit mit dem Käfer; sie war gänzlich eigenständig. Sie war im Pontonstil gehalten und hatte ein Stufenheck. Formal gab es Ähnlichkeiten zum NSU Prinz. Besonderes Merkmal waren drei große runde Entlüftungsöffnungen in den hinteren Kotflügeln.

## Produktion und Bestand
1958 entstand ein zweitüriger Prototyp des Jinggangshan. Auf seiner Grundlage entstanden kurzfristig drei weitere Exemplare, die bei ansonsten weitgehend unverändertem Design vier Türen hatten. Sie wurden Oktober 1958 öffentlich gezeigt. BAW nahm kurz darauf die Serienfertigung der viertürigen Version auf, erreichte aber nur geringe Stückzahlen. Bis 1961 entstanden lediglich 154 Exemplare, die bis 1968 vielfach als Taxi im Einsatz waren. Ein Hauptmangel des Jinggangshan war das geringe Platzangebot. Sein 1960 vorgestellter Nachfolger war deutlich geräumiger.
Es ist zweifelhaft, ob heute noch ein Exemplar des Jinggangshan existiert. Ein Prototyp hat überlebt.